# أتالاريك
أتالاريك (516-534م) atalaric هو من ملوك إيطاليا خلال القرن السادس الميلادي وهو ابن أوتريك heuteric خلف تيودوريك جده لأمه في شهر أيلول سنة 526م وهو لم يبلغ ثماني سنوات من العمر وتولى تخت الملك تحت كفالة أمه إلا أن أعيان القوط فصلوه عنها فاستبد بالأمر واستولى عليه الفساد وانهمك في الملذات فكان ذلك مما عجل أجله فمات في السنة السادسة عشرة من عمره وكانت مدة ملكه ثماني سنوات وقد قرر نظام مشهورا في حرية الكنيسة الكاثوليكية وامتيازاتها.